# The Georgia Satellites
The Georgia Satellites est un groupe américain de rock sudiste et de hard rock, originaire d' Atlanta en Géorgie.

## Historique

### Genèse
En 1980, à Atlanta, Dan Baird (chant, guitare) fonde avec Rick Richards (lead guitare), Keith Christopher et David Michaelson (batterie), le groupe Keith and the Satellites. Le groupe joue dans les bars d'Atlanta et croise souvent d'autres groupes tels que The Brains et The Hell Hounds. En 1982, la section rythmique change, Dave Hewitt (basse, ex - Babe Ruth) et Randy Lelay rejoignent les deux guitaristes, le groupe devient The Georgia Satellites et signe avec la même compagnie de management que le groupe de country rock, Jason and the Scorchers. Le groupe enregistre une démo de six titres, parmi lesquels figure déjà Keep Your Hands To Yourself futur hit majeur du groupe, produite par Jeff Glixman (producteur de Kansas et Gary Moore entre autres). Malheureusement, aucune compagnie de disques n'est intéressée et le groupe se sépare en 1984. Dan Baird rejoint les Woodpeckers et Richards les Hell Hounds.
Le road manager et fan #1 du groupe, Kenny Jennings, vendra un exemplaire de la démo au label indépendent anglais, Making Waves qui en réalise un Ep intitulé Keep the Faith (garde la foi) destiné au marché britannique. La presse musicale britannique est enthousiaste, ce qui réveillera les compagnies américaines et c'est Elektra Records qui signera le groupe. Ce dernier se reforma autour de Baird et Richards qui emmenera la section rythmique des Hell Hounds, Rick Price (basse) et Mauro Magellan (batterie).

### Le succès
En 1986, le groupe se retrouve aux Cheshire Sound Studios d'Atlanta avec Jeff Glixman pour enregistrer son premier album. De "Keep the Faith", le groupe reprendra Red Light et surtout Keep Your Hands To Yourself en plus de huit autres chansons. L'album sera enregistré dans les conditions du "live", seuls Over and Over et Railroad Steel feront l'objet d' overdubs mineurs. L'album, nommé simplement Georgia Satellites, sortira en octobre 1986 et se classa à la 5e place du Billboard 200 américain propulsé par le single Keep Your Hands To Yourself qui se classa à la 2e place du Billboard Hot 100, devancé seulement par le plus grand succès de Bon Jovi, Livin' on a Prayer. L'album fera aussi une percée en Europe, 52e place dans les charts britanniques  et 26e place en Suisse, mais aussi en Nouvelle-Zélande où il atteindra la 42e place . Cet album sera le plus grand succès du groupe, il sera certifié disque de platine le 24 août 1987 aux États-Unis pour la vente de plus d'un million d'album.
Le groupe tournera intensément en 1987 et 1988, enregistrant au passage son deuxième album studio, Open All Night, et la chanson Hippy Hippy Shake (une reprise des The Swingin' Blue Jeans) pour la bande son du film Cocktail. Ce deuxième album studio n'aura pas le même succès se classant à la 77e place du Billboard 200. 

### Déclin
En 1989, le groupe enregistra son troisième album, In the Land of Salvation and Sin dans lequel il réenregistra Six Years Gone et Crazy qui figuraient sur l'Ep Faith datant de 1985. Cet album n'eut pas le succès escompté et n' atteindra que la 130e place du Billboard 200. Toutes ces années à tourner intensément et le succès déclinant eurent raison du groupe qui se sépara. Dan Baird se lançant dans une carrière solo entrainant avec lui le batteur Mauro Magellan. Rick Richards rejoindra l'ex-guitariste rythmique des Guns N' Roses, Izzy Stradlin et ses Ju Ju Hounds.
En 1993, sortira la compilation Let It Rock: The Best of the Georgia Satellites ce qui donnera l'occasion à Richards et Rick Price, qui désormais assure aussi le chant, de reformer le groupe avec le batteur Billy Pitts, le guitariste Jeremy Graf les rejoindra en 1995. En 1997 sortira l'album, Shaken Not Stirred qui regroupe des anciens titres réenregistrés avec huit nouvelles chansons, il sera à ce jour le dernier album studio de la formation. Le groupe continuera à donner des concerts, Rick Richards restant le seul membre original, Rick Price quitta le groupe 2013. En 2020, le groupe se compose de Rick Richards (lead guitare et chant), Fred McNeal (chant, guitare), Bruce Smith (basse, chœurs) et Todd Johnston (batterie).

## Musiciens
Musiciens actuels
- Rick Richards: guitare solo, guitare rythmique, chant et chœurs (depuis 1982)
- Fred McNeal: chant, guitare rythmique, chœurs (depuis 2013)
- Bruce Smith: basse, chœurs (depuis 2013)
- Todd Johnston: batterie (depuis 2001)

Musiciens précédents
- Dan Baird: chant, guitare rythmique, chœurs (1982 -1984, 1985 -1990)
- Rick Price: basse, mandoline, chœurs (1985 -1990, 1993 - 2013), chant principal (1993 - 2013)
- Mauro Magellan: batterie (1985 - 1990)
- Dave Hewitt: basse (1982 - 1984)
- Randy Lelay: batterie (1982 - 1984)
- Billy Pitts: batterie (1993 - 2000)
- Jeremy Graf: guitare rythmique (1995 - 1997)

## Discographie
Albums
| Date | Titre                            | Classement Billboard 200 | Certification États-Unis |
| ---- | -------------------------------- | ------------------------ | ------------------------ |
| 1986 | Georgia Satellites               | 5e                       | Platine                  |
| 1988 | Open All Night                   | 77e                      | -                        |
| 1989 | In the Land of Salvation and Sin | 130e                     | -                        |
| 1997 | Shaken Not Stirred               | -                        | -                        |

Singles
| Date                    | Single                      | Hot 100 | Rock Tracks |
| ----------------------- | --------------------------- | ------- | ----------- |
| 1986                    | Keep Your Hands to Yourself | 2e      | 2e          |
| 1987                    | Battleship Chains           | 86e     | 11e         |
| 1987                    | Railroad Steel              | -       | 34e         |
| 1988                    | Open All Night              | -       | 6e          |
| 1988                    | Hippy Hippy Shake           | 45e     | 13e         |
| 1988                    | Don't Pass Me By            | -       | 33e         |
| 1989                    | Another Chance              | -       | 47e         |
| All Over But the Cryin' | -                           | 17e     |             |
| 1996                    | Running out                 | -       | -           |

Ep's
- Keep the Faith (1985) [21]
- Let It Rock (1987) [22]
- Never Stop Rockin' (1989) [23]

Compilations
- Let It Rock: Best Of The Georgia Satellites (1993)